# Ваве

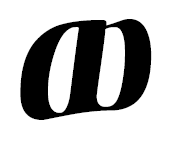

Ваве (амх. ዋዌ) — п'ятнадцята літера ефіопської абетки, позначає дзвінкий губно-губний фрикативний звук /β/.
- ወ  — ве
- ዉ  — ву
- ዊ  — ві
- ዋ  — ва
- ዌ  — ве
- ው  — ви (в)
- ዎ  — во